# Tramwaje w Tiencinie

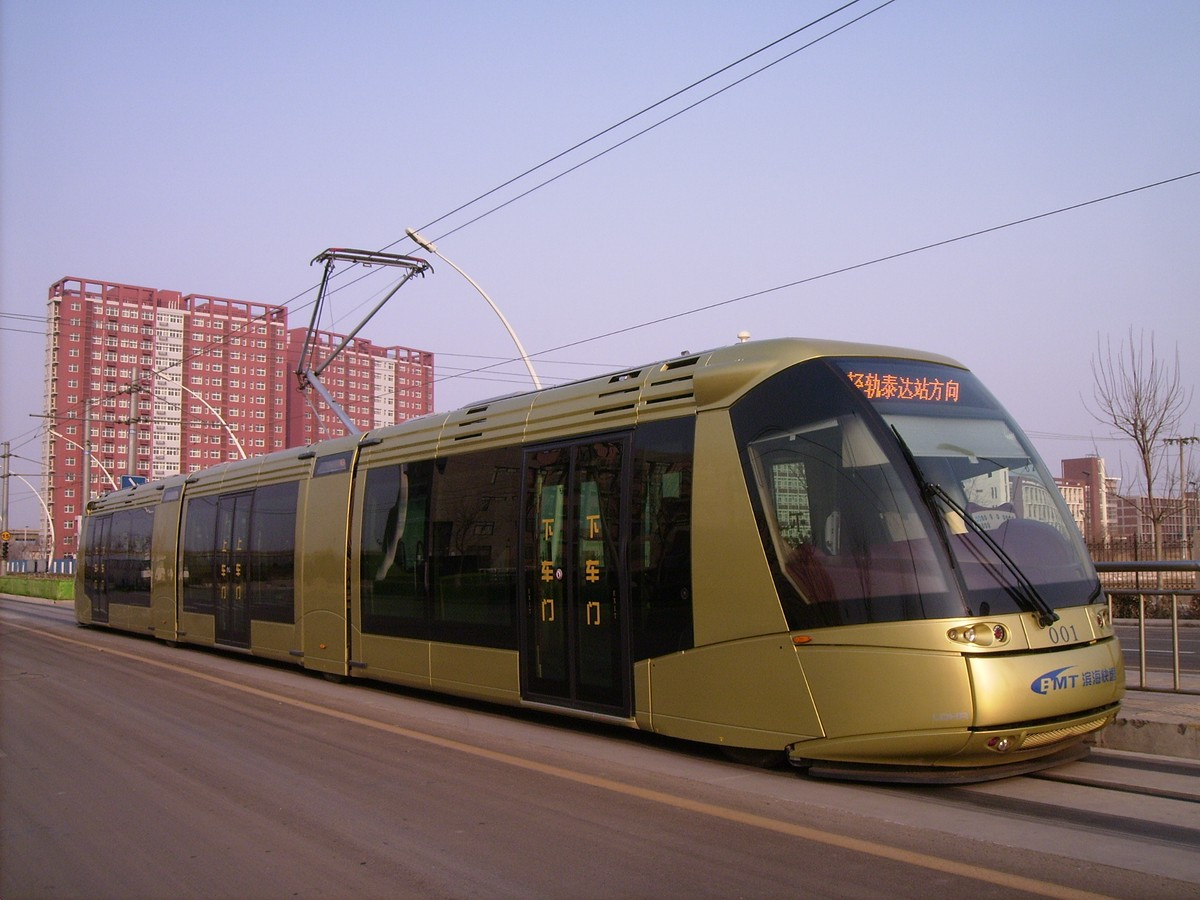
Translohr w Tiencinie

Tramwaje w Tiencinie – zlikwidowany system komunikacji tramwajowej w chińskim mieście Tiencin.
Tramwaje w Tiencinie uruchomiono 16 lutego 1906. W ciągu kolejnych lat rozbudowywano sieć tramwajową tak, że w 1933 osiągnęła długość 14 km, a po tych trasach kursowało 116 tramwajów. Sieć tramwajową zlikwidowano w 1972.
W dniu 6 grudnia 2006 uruchomiono linię translohr o długości 8 km, którą zlikwidowano w dniu 1 czerwca 2023.